# Quart (Olaszország)
Quart település Olaszországban, Valle d’Aosta régióban. Lakosainak száma 4104 fő (2023. január 1.). Quart Brissogne, Nus, Oyace, Pollein, Saint-Christophe, Saint-Marcel és Valpelline községekkel határos.

## Népesség
A település lakossága az elmúlt években az alábbi módon változott:
| Lakosok száma | 4061 | 4066 | 4104 |
|               | 2017 | 2018 | 2023 |